# 斯氏帚齒非鯽
斯氏帚齒非鯽，為輻鰭魚綱鱸形目隆頭魚亞目慈鯛科的其中一種，被IUCN列為極危保育類動物，分布於非洲喀麥隆Barombi Mbo湖流域，體長可達11.3公分，棲息在水底，成群活動，以藻類、有機碎屑等為食，生活習性不明。

## 擴展閱讀
維基物種上的相關：斯氏帚齒非鯽